# Jóachaz (Izrael)
Jóachaz (hebrejsky: יְהוֹאָחָז‎, Jeho'achaz), v českých překladech Bible přepisováno též jako Joachaz či Jehoachaz, byl v pořadí jedenáctým králem Severního izraelského království a druhým králem čtvrté dynastie panovníků tohoto království. Jeho jméno se vykládá jako „Hospodin podržel“. Dle názoru moderních historiků a archeologů vládl asi v letech 817 až 800 př. n. l. Podle kroniky Davida Ganse by však jeho kralování mělo spadat do let 3083–3098 od stvoření světa neboli do rozmezí let 679–663 před naším letopočtem, což odpovídá 17 letům vlády, jak je uvedeno v Druhé knize králů.
Jóachaz byl synem krále Jehúa a na izraelský trůn v Samaří samostatně usedl až po smrti svého otce. Z údaje, že se stal králem již ve 13. roce vlády judského krále Jóaše, se totiž usuzuje, že některé královské pravomoci vykonával už za života svého otce. Nicméně Jóachazovy vladařské počiny ničím zvláštním nevynikaly. Co se týče náboženství, pokračoval v šlépějích svého otce, který podporoval modloslužebný kult zlatých býčků, jenž byl soustředěn v Bét-elu a v Danu. Stejně jako za vlády jeho otce, i za jeho vlády bylo izraelské království decimováno nájezdy vojsk aramejského krále Chazaela a poté ještě Ben-hadada III. Po smrti Jóachaze usedl na izraelský trůn v Samaří jeho syn Jóaš.
| Králové Izraelského království | Králové Izraelského království     | Králové Izraelského království |
| ------------------------------ | ---------------------------------- | ------------------------------ |
| Předchůdce: Jehú               | 817–800 př. n. l. Jóachaz (Izrael) | Nástupce: Jóaš                 |